# Bengt Åberg
Bengt Åberg   (municipi de Bollnäs, 26 de juny de 1944 - 6 de març de 2021) fou un pilot suec de motocròs, activitat en què va destacar durant les dècades del 1960 i 1970 aconseguint dos campionats del món (1969 i 1970) en la categoria de 500cc, a més de tres victòries al Motocross des Nations, una al Trophée des Nations i dos Campionats de Suècia. Un cop retirat d'aquest esport, el 1995 va guanyar el campionat de Suècia d'Ice Racing.
Casat amb Lisbeth, va tenir dos fills, Goran i Marie-Louise, amb els quals recorria Europa durant la seva època d'activitat esportiva.

## Trajectòria esportiva
Va començar a córrer motocròs a onze anys, amb una Husqvarna de 98 cc. El 1960, a setze anys, va guanyar la seva primera cursa sueca a Edesbun i el 1963 aconseguí el campionat júnior de Suècia amb una Triumph. El 1966, a 22 anys, va protagonitzar una gran actuació amb una Matchless Métisse al Gran Premi de Suècia, a Hedemora, on fou segon.
El 1968, ja amb Husqvarna, va guanyar el seu primer Gran Premi del campionat del món de motocròs, a Sittendorf, Àustria. Aquell mateix any va guanyar, juntament amb Bengt-Arne Bonn i Christer Hammargren, el Trophée des Nations celebrat a Suïssa.
El 1969, Husqvarna estrenà un nou motor de 400 cc i quatre velocitats, amb aletes de refrigeració ara longitudinals, que lliurava 40 CV a 6.500 rpm. Fou amb aquella moto que Bengt Åberg va aconseguir els seus majors èxits i va guanyar el campionat del món de motocròs de 500 cc dues temporades consecutives (1969 i 1970). A més, el 1970 va formar part de l'equip de Suècia que guanyà el Motocross des Nations celebrat a Itàlia.

### La temporada de 1970
La temporada de 1970 engegà al difícil circuit de Payerne, Suïssa, amb victòria d'Åberg i segon lloc de Jef Teuwissen, també amb Husqvarna. La setmana següent, tots dos repetiren el resultat a Sittendorf, Àustria. Åberg es col·locà, doncs, com a líder provisional del campionat, però als dos següents Grans Premis només va aconseguir tres punts, mentre que el també suec Arne Kring (vivia molt a prop d'Åberg) els guanyà tots dos, amb la qual cosa passà a liderar el campionat amb 42 punts, per 33 d'Åberg. Kring va tornar a vèncer al sorrenc circuit de Tikkurila, Finlàndia, i obtingué un avantatge de 14 punts sobre Bengt Åberg (57 a 43) al capdavant del campionat.
A Västerås, Suècia, els dos suecs van lluitar colze a colze, amb tanta intensitat que van acabar xocant a l'aire, durant un salt, i es varen haver de retirar. Acabada la cursa, el campió va declarar: «Em vaig haver de retirar mentre Kring intentava continuar amb el manillar trencat, cosa que va resultar impossible».
Un mes després, a Holice, Txecoslovàquia, Kring tornà a imposar-se i augmentà l'avantatge de punts sobre el seu compatriota (72 a 55), mentre que a Beuern, RFA, s'invertiren els papers: Åberg va dominar la cursa i Kring va acabar en quart lloc. Només 10 punts separaven ara els dos suecs (80 a 70). Arribats a la segona meitat de la temporada, Arne Kring va patir un fort accident a Bèlgica i es va lesionar seriosament l'esquena, amb la qual cosa va perdre tota opció al títol. Bengt Åberg aconseguí finalment el seu segon campionat mundial al darrer Gran Premi de la temporada, el de Luxemburg, a Ettelbruck.
Acabada la temporada, el mes de març de 1971, la revista nord-americana Cycle World va publicar un anunci a tota pàgina del fabricant de bugies Champion que es va fer molt popular. Sota el títol King of the Hill ("Rei del turó") s'hi veu Bengt Åberg, dret dalt d'un turó, amb la seva Husqvarna al darrere.

### Darrers temps
Els anys 1971 i 1974, Åberg tornà a formar part de l'equip guanyador del Motocròs des Nations. Entre 1974 i 1976 va ser pilot oficial de Bultaco i va competir al campionat del món de 500cc amb la Pursang 370. La que va pilotar el 1976 es caracteritzava per la suspensió posterior, feta amb dues forquilles hidràuliques per comptes de les tradicionals molles. Les seves darreres temporades va córrer amb una Yamaha de quatre temps, contribuint a desenvolupar el model XT 500 d'aquesta marca japonesa a partir d'un prototipus HL 500 dissenyat pels suecs Torsten Hallman i Sten Lundin.

## La relació amb Arne Kring
Bengt Åberg vivia ben a prop del subcampió del món de 1970, Arne Kring. De la seva vila natal, Bollnäs (al Comtat de Gävleborg, dins la província històrica de Hälsingland), a la de Kring, Edsbyn, hi ha poc més de 30 km. Tots dos mantingueren una gran rivalitat esportiva durant la seva carrera. A causa dels espectaculars duels que protagonitzaven als circuits, se'ls coneixia a l'època com als Helsingland Hell Riders ("els Genets de l'Infern de Hälsingland").

## Palmarès internacional en motocròs
| Any          | Motocicleta  | Mundial 500cc | Per equips | Per equips | Títols |
| Any          | Motocicleta  | Mundial 500cc | MXDN       | Trophée    | Títols |
| ------------ | ------------ | ------------- | ---------- | ---------- | ------ |
| 1968         | Husqvarna    | 4t            |            | 1r         | 1      |
| 1969         | Husqvarna    | 1r            |            |            | 1      |
| 1970         | Husqvarna    | 1r            | 1r         |            | 2      |
| 1971         | Husqvarna    | 5è            | 1r         |            | 1      |
| 1972         | Husqvarna    | 7è            |            |            | -      |
| 1973         | Husqvarna    | 12è           |            |            | -      |
| 1974         | Bultaco      | 9è            | 1r         |            | 1      |
| 1975         | Bultaco      | 7è            |            |            | -      |
| 1976         | Bultaco      | 11è           |            |            | -      |
| 1977         | Yamaha       | 9è            |            |            | -      |
| 1978         | Yamaha       | 13è           |            |            | -      |
| 1979         | Maico        | 14è           |            |            | -      |
| Total títols | Total títols | 2             | 3          | 1          | 6      |